# Кегон

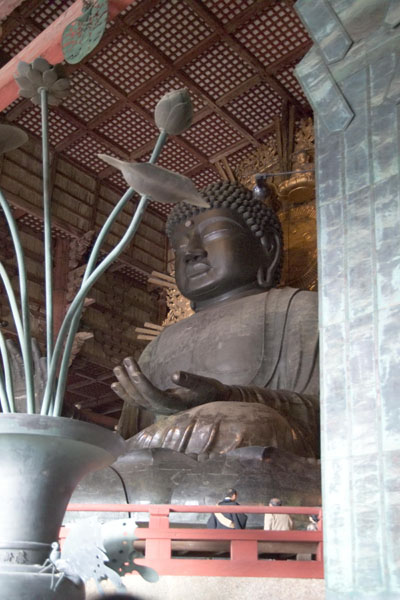
Великий дерев'яний Будда Вайрочана в храмі Тодай-дзі в Нара, реліквія школи Кегон.

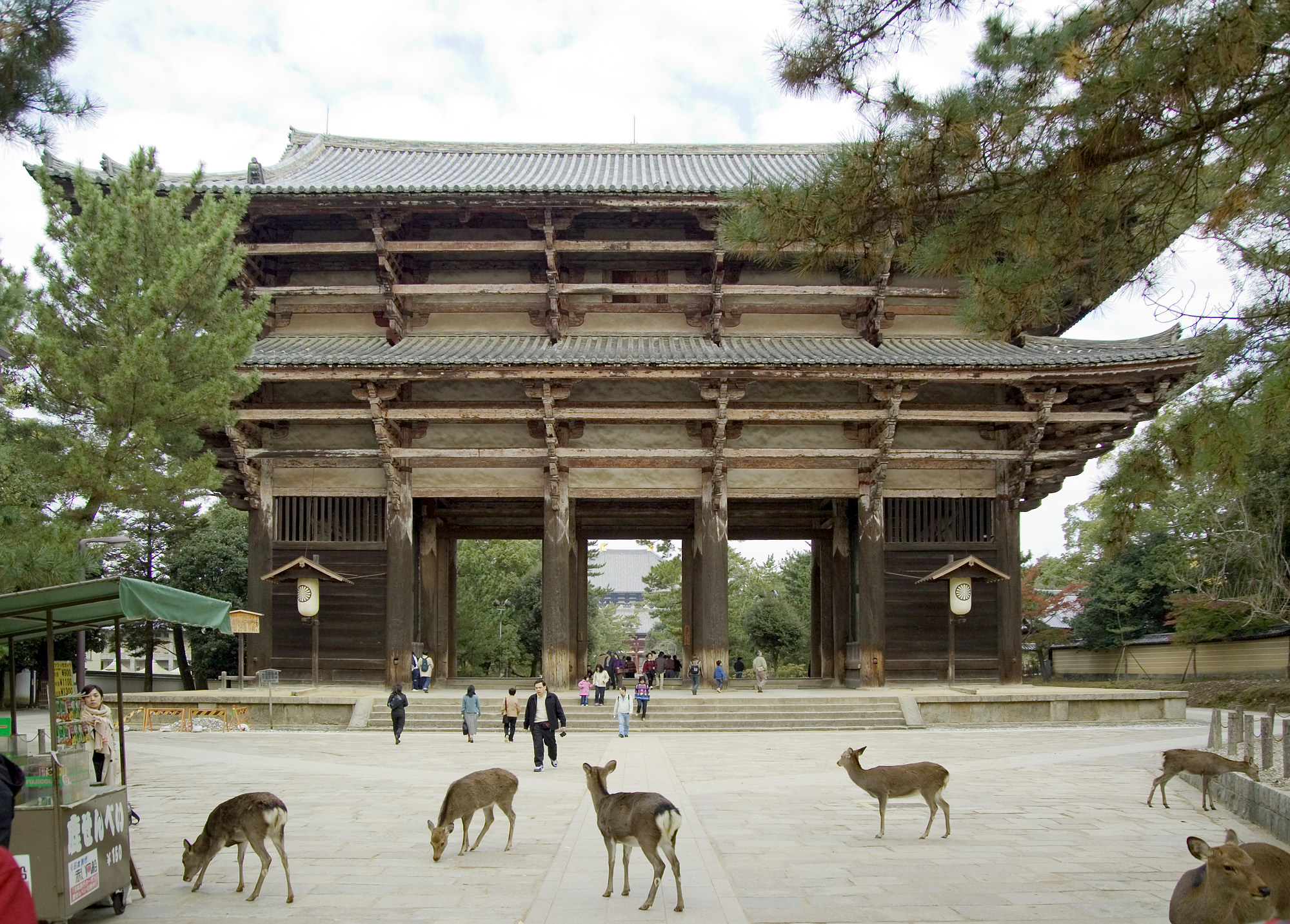
Ворота храму Тодай-дзі в Нара.

Кегон-сю (яп. 華厳宗華厳宗) — буддистська школа в Японії, що утворилася від однойменної китайської школи хуаянь через Корею, де ця ж школа називається хваом.
Вивчення школи хуаянь в Японії почалося в 736 році, коли вчений бонза Робен (яп. 良辯良辯) запросив корейського вченого Сімсанга (яп. 審祥審祥 Сінсьо:) прочитати лекції з Аватамсака-сутри (Кегонг'йо) в храмі Консю-дзі (яп. 金鐘寺金鐘寺), де світ постає в якості єдиного досконалого і нерозривного цілого, а різні ознаки взаємопроникають один в одного, і таким чином абсолютний і феноменальний рівні не протистоять, а являють собою єдиний, нероздільний «світ дхарм».
Коли було завершено будівництво Великого Будди (яп. 大仏大仏) в храмі Тодай-дзі (яп. 東大寺東大寺) в Нара, Робен заснував в цьому храмі традицію Кегон-сю. Традиція Кегон входить в число шести ранніх шкіл японського буддизму періоду Нара (奈良)
Пізніше вчення Кегон поширював в Японії М'йое (яп. 明惠明惠, 1173 — 1232), поєднавши оригінальну доктрину Кегон з Ваджраяною та Г'йонен (яп. 凝然), у такому вигляді традиція продовжувалася в храмі Тодай-дзі (яп. 東大寺東大寺) до теперішнього часу. Це єдиний храм, який представляє Кегон.